# Rachel Rastenni
Rachel Rastenni (Anna Rachel Rastén), född 21 augusti 1915 i Köpenhamn, död 20 augusti 1998 i Skodsborg i Danmark, var en dansk schlager- och jazzsångare.

## Biografi
Rachel Rastenni föddes i Köpenhamn och växte upp i en liten lägenhet i ett fattigt kvarter i stadens centrum. Föräldrarna var judar och hade immigrerat till Danmark från Ryssland år 1906. Fadern, Salomon Wolff Rastén, var skräddare och modern, Elka Elkanowitz, sömmerska. De fick tre barn, Rachels storebror Adolf Rastén, som var journalist, Rachel och hennes tvillingsyster Lea.
Rachel påbörjade sin karriär som dansare i Helsingør Revyen år 1936 och debuterade som sångerska 1938, samma år även i radio. 1940 startade hon en egen swingtrio och samma år släpptes hennes debutalbum. Hon turnerade även i Sverige under denna tid.
I likhet med andra danska judar tvingades hon lämna Danmark under den tyska ockupationen av landet (9 april 1940–7 maj 1945) under andra världskriget och tillsammans med sin familj flydde hon till Sverige i oktober 1943. Rachel Rastenni tillbringade resten av krigsåren i Sverige, där hennes framgång som sångerska fortsatte. Hon gjorde skivinspelningar med bland annat Emil Iwring, Lulle Ellboj och Thore Ehrling. Hennes jazziga sångstil liknades vid Ella Fitzgeralds.
År 1945 återvände Rachel till Danmark och blev snart landets främsta sångerska i sin genre. Bland hennes succéer märks Vovsen i vinduet (1953), dansk version av den engelska How Much Is That Doggie in the Window? och Heksedansen (1960). Under 1970-talet sjöng hon bland annat många judiska melodier. Hennes mest framgångsrika album var Hele ugen alene (1953), som såldes i över 120 000 exemplar. 
Rachel Rastenni var den första danska artist som belönades med en guldskiva för en miljon sålda grammofonskivor och hon fortsatte att belönas med priser under hela sin karriär.
Utöver sina inspelningar på danska spelade hon även in musik på svenska, jiddisch och hebreiska.
Efter att 1958 ha kvalificerat sig för att representera Danmark i Eurovision Song Contest, sjöng hon där sången Jeg rev et blad ud af min dagbog och placerade sig på åttonde plats i tävlingen.
1961 deltog hon ännu en gång i den danska uttagningen till Eurovision Song Contest, då hon och Grethe Sønck sjöng duett med sången Hjemme hos os som slutade på en delad 5:e plats. Rachel deltog en sista gång som solist 1964 med sången Vi taler samme sprog.
I slutet av 1980-talet drog hon sig tillbaka från det offentliga livet. Hon avled i Skodsborg på Nordsjælland dagen före sin 83-årsdag.

## Teater och revy

### Roller
| År   | Roll        | Produktion | Regi             | Teater            |
| ---- | ----------- | ---------- | ---------------- | ----------------- |
| 1944 | Medverkande | Wallyrevyn | Leif Amble-Naess | Cirkus, Stockholm |